# Arktur-Schulserver
Der c’t/ODS-Schulserver Arktur war ein auf SUSE bzw. Slackware beruhendes Schulserver-Projekt, das einen Server ausdrücklich für die Benutzung und Betreuung durch ungeübtes Personal entwickelte. Dieser wurde durch die Bertelsmann-Stiftung prämiert.
Arktur stellte u. a. eine Verbindung ins Internet bereit, bot einen Dateiserver, einen Server für Mail und News, einen Webserver für lokale Seiten und vieles mehr. Er erlaubte die Anbindung von Windows-, Apple- und Linux-Clients. Die Benutzerverwaltung war für den Schulbetrieb optimiert (klassenweises Aufnehmen, Versetzen und Ausschulen); der Jugendschutz beim Surfen war konfigurierbar.
Er wurde seit 1997 entwickelt. Nach Schätzungen von 2005 wurde er in mehr als 2000 Schulen in Deutschland und im deutschsprachigen Ausland eingesetzt.

## Geschichte
Arktur wurde 1996 von Klaus Füller entwickelt und ab 1997 mit Unterstützung des Vereins Schulen ans Netz, des Offenen Deutschen Schulnetzes (ODS) und der Zeitschrift c’t vertrieben.
Ab 1999 war Reiner Klaproth Maintainer und veröffentlichte Arktur 3.0 bis 3.3; die Version 3.1 war auch die „offizielle“ Version, die von der c’t verschickt wurde.
2003 begann Reiner Klaproth die Arbeit an Arktur 4 (mit LDAP-Unterstützung), wenig später begann das Arktur-Team die Arbeit an Arktur 3.5 (Maintainer: Thomas Litsch; Backport von Arktur 4.0beta9), und Helmut Hullen entwickelte Arktur 3.4 als aktualisierungsfähige Version auf Basis von Arktur 3.3 mit dem Trägersystem Slackware.
2004 wurde Arktur 3.5 als offizielle Version der c’t veröffentlicht.
2007 veröffentlichte Helmut Hullen Arktur 3.6 als Nachfolgeversion von Arktur 3.4 und 3.5 (auf Basis von Slackware 11.0), und Reiner Klaproth veröffentlichte Arktur 4.0rc6 auf Basis von SuSE 9.0. Diese ist die derzeit (Stand 2019) letzte verfügbare Version.
Ab 2008 wurde die Arktur-3.6-Linie als Arktur 5.x weiterentwickelt, aber nie zum Download veröffentlicht.